# 加利纳罗
加利纳罗（義大利語：Gallinaro），是意大利弗罗西诺内省的一个市镇。总面积17.63平方公里，人口1271人，人口密度72.1人/平方公里（2009年）。ISTAT代码为060040。